# 29. ročník udílení Gotham Awards
Vyhlášení amerických cen Gotham Independent Film Awards 2019 se konalo 2. prosince 2019. Herci Sam Rockwell a Laura Dern, režisérka Ava DuVernay a producent Glen Basner získali speciální cenu.

## Vítězové a nominovaní
Tučně jsou označeni vítězové.
| Nejlepší film | Nejlepší dokument |
| --- | --- |
| Manželská historie - Malá lež - Zlatokopky - Drahokam - Waves | Americká fabrika - Apollo 11 - Na hraně demokracie - Midnight Traveler - Národ jedináčků |
| Nejlepší mužský herecký výkon | Nejlepší ženský herecký výkon |
| Adam Driver jako Charlie Barber – Manželská historie - Willem Dafoe jako Thomas Wake – Maják - Aldis Hodge jako Anthony Woods – Clemency - André Holland jako Ray Burke – High Flying Bird - Adam Sandler jako Howard Ratner – Drahokam | Awkwafina jako Billi Wang – Malá lež - Elisabeth Mossová jako Becky Something – Her Smell - Mary Kay Place jako Diane – Diane - Florence Pughová jako Dani Ardor – Slunovrat - Alfre Woodard jako Warden Bernadine Williams – Clemency                                                                                   |
| Nejlepší scénář | Objev roku |
| Noah Baumbach – Manželská historie - Lulu Wang – Malá lež - Tarell Alvin McCraney – High Flying Bird - Jimmie Fails, Joe Talbot a Rob Richert – The Last Black Man in San Francisco - Ari Aster – Slunovrat                             | Taylor Russell jako Emily Williams – Waves - Julia Fox jako Julia Holmes – Drahokam - Aisling Franciosi jako Clare Carroll – The Nightingale - Chris Galust jako Vic – Give Me Liberty - Noah Jupe jako mladý Otis Lort – Honey Boy - Jonathan Majors jako Montgomery "Mont" Allen – The Last Black Man in San Francisco |
| Ocenění Binghama Ray pro objev roku v oblasti režisérství | Objev roku - seriál (dlouhá forma) |
| Laure de Clermont-Tonnerre – The Mustang - Kent Jones – Diane - Joe Talbot – The Last Black Man in San Francisco - Olivia Wildeová – Šprtky to chtěj taky - Phillip Youmans – Burning Cane                                              | Když nás vidí - Černobyl - David Makes Man - Geniální přítelkyně - Neuvěřitelná |
| Objev roku - seriál (krátká forma) | Speciální ocenění - vytvořeno v New Yorku |
| PEN15 - Ramy - Ruská panenka - Tuca & Bertie - Undone | - Jason DaSilva |
| Ocenění publika | Speciální ocenění |
| - Manželská historie | - Glen Basner - Laura Dern - Ava DuVernay - Sam Rockwell |